# Stockarn
Stockarn ist ein Ortsteil der Stadt Neunburg vorm Wald im Landkreis Schwandorf in Bayern.

## Geographie
Stockarn liegt circa sieben Kilometer östlich von Neunburg vorm Wald und südlich der Staatsstraße 2151 am Nordufer des Eixendorfer Sees. Nördlich liegt der 633 Meter hohen Rotenberg.

## Geschichte
Der Name Stockarn (auch Stokkaren, Stockchhorn) bedeutet Stock, Baumstumpf. Stockarn bezeichnete somit eine Siedlung von Holzfällern.
1292 besaßen Chol von Schwarzeneck, Otto von Prachtelsdorfen und Cunrad von Murach je einen Hof in Stockarn, den sie vom Grafen Perenger von Leonsberg als Lehen erhalten hatten. Sie vermachten ihre Höfe dem Kloster Schönthal.
Am 23. März 1913 war Stockarn Teil der Pfarrei Neunburg vorm Wald, bestand aus elf Häusern und zählte 74 Einwohner.
Am 31. Dezember 1990 hatte Stockarn 38 Einwohner und gehörte zur Pfarrei Neunburg vorm Wald.